# ГЕС Дарданелос
ГЕС Дарданелос — гідроелектростанція в Бразилії на півночі штату Мату-Гросу. Використовує ресурс річки Аріпуана, що впадає праворуч в Мадейру, котра є найбільшою правою притокою Амазонки та другою за довжиною річкою у Південній Америці.
Для спорудження ГЕС обрали район однойменного водоспаду, обрис якого повторила збудована по верхньому краю вигнута бетонна гравітаційна гребля заввишки 6,5 метра й завдовжки 900 метрів. Праворуч і ліворуч від неї простягаються земляні дамби висотою до 5 метрів та довжиною 270 та 300 метрів відповідно. Ці споруди практично не утворюють водосховища — площа пов'язаної зі станцією водойми визначається як 0,24 км2 (зі збільшенням у випадку повені до 3,76 км2) при об'ємі всього 0,12 млн м3. Коливання рівня поверхні внаслідок операційної діяльності не передбачене, втім, під час повені цей показник може зростати з 213,5 до 215,3 метра НРМ. Рівень води у нижньому б'єфі також запроектований як стабільний — 114,3 метра НРМ, хоча можливе його епізодичне підняття на 10 метрів.
Від сховища по висотах лівобережжя прокладено підвідний канал довжиною 0,7 км, шириною від 43 (по дну) до 70 (по поверхні) метрів та перетином 350 м2. Він переходить у п'ять напірних водоводів довжиною по 0,43 км, чотири з яких мають діаметр 4,2 метра та один 3,2 метра. У випадку критичної нестачі води в річці у посушливий сезон її забір для потреб енергетики припиняється задля підтримання мінімальної течії через район водоспаду. Остання визначена на рівні 21 м3/сек, що значно менше навіть від витрат через найменш потужну турбіну ГЕС, тоді як номінальне споживання всіх гідроагрегатів перевищує 300 м3/сек.
Машинний зал обладнали п'ятьма турбінами типу Френсіс, одна з яких має потужність 29,6 МВт, тоді як інші видають по 58,9 МВт. При напорі у 95,6 метра вони забезпечують річне виробництво на рівні 1139 млн кВт-год електроенергії. Відпрацьована вода повертається у річку по відвідному каналу довжиною 0,8 км.
Під час спорудження ГЕС здійснили екскавацію 2,1 млн м3 (в тому числі 1,1 млн м3 скельних порід), використали 120 тис. м3 бетону та 3 тис. тонн сталі.
Видача продукції відбувається по ЛЕП, розрахованій на роботу під напругою 230 кВ.
Проект реалізували через компанію Energética Águas da Pedra S/A, яка належить Neoenergia (51 %), Eletrobras Eletronorte (24,5 %) та Eletrobras Chesf (24,5 %).